# Martin Georg Kovachich

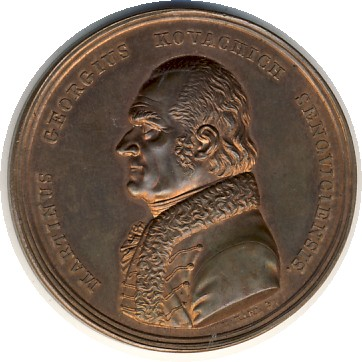
Martinus Georgius Kovachich Senqviciensis auf ungarischer Bronzemedaille zum 70. Geburtstag (1813) Rückseite

Martin Georg Kovachich (lateinisch: Martinus Georgius Kovachich Senqviciensis; ungarisch: Kovachich Márton György; * 9. November 1743 in Schenkwitz (bei Preßburg); † 1. Dezember 1821 in Ofen) war ein ungarischer Geschichtsforscher und Diplomatiker.

## Leben
Kovachich war Kustos (Bibliothekar) an der Pester Universitätsbibliothek, durchforschte von 1810 bis 1815 gemeinsam mit seinem Sohn Josef Nikolaus Kovachich auf eigene Kosten die Archive Ungarns und vermachte 300 Folianten-Handschriften dem ungarischen Nationalmuseum.
Er führte ausgedehnte Korrespondenzen unter anderem mit Wilhelm und Jakob Grimm, Gustav Gottlieb Büsching, Friedrich Nicolai, Johannes von Müller und Georg Heinrich Pertz.

### Mitgliedschaften
- Gesellschaft für ältere deutsche Geschichtskunde, damals Frankfurt (1820)[1]

## Werke (Auswahl)
- Vestigia Comitorum apud Hungaros ab exordio regni eorum in Pannonia usque ad hodiernum diem celebratorum, e scriptoribus ac diplomatibus eruit … edidit Martinus Georgius Kovachich Senquicziensis. [Hauptband]. Budae: Typis Regiae Universitatis 1790. Volltext
- Supplementum ad Vestigia Comitiorum ..., 3 Bände, 1798–1801. Volltext Band 1, Volltext Band 2, Volltext Band 3
- Institutum diplom.-historicum, Pest 1791.
- Scriptores rerum Hungaricarum minores hactenus inediti, 2 Bände, Ofen 1798. Volltext Band 1, Volltext Band 2
- Formulae solennes styli in cancellaria, curiaque regum, foris minoribus, ac locis credibilibus, authenticisque regni Hungariae olim usitati, ed. M.G. Kovachich, Pest 1799. Volltext
- Codex authenticus juris Tavernicalis statutarii communis. Complectens monumenta vetera et recentiora partim antea vulgata partim hactenus inedita. Editus industria M. G. Kovachich. Buda, Pest: Kilian 1803.
- Sammlung kleiner, noch ungedruckter Stücke, in welchen gleichzeitige Schriftsteller einzelne Abschnitte der ungarischen Geschichte aufgezeichnet haben, Band 1, Ofen 1805, Gedruckt mit königlichen Universitäts Schriften, LII, 482 Seiten. Volltext
- Indices reales historici in decreta comitialia … regum Hungariae ...: Index realis geographico-topographicus … / nova industria conscripti a Martino Georgio Kovachich ..., Budae 1806, XLII, 479 Seiten. Volltext
- Codex juris decretalis ecclesiae Hungaricae quem ad sua capita revocatum, et in ordinem systematicum reductum, sub suis rubricis, ipso textu decretorum comitialium fideliter expressit, fontes rite citavit, et venerabili clero S. Ecclesiae Hungaricae reverenter dicavit Martinus Georgius Kovachich ..., 2 Bände, Pestini: Typis Joannis Thomae Trattner 1815. Volltext Band 1,
- Astræa, complectens subsidia literaria ad historiam legislationis et ... Conscripta communi opera Martini Georgii, et Josephi Nicolai Kovachich Senqviciensium.Tomus II. Budae, Typis Regiae Universitatis Hungaricae 1823. Volltext Band 2